# Ioniden
Ioniden oder Ionides (altgriechisch Ἰωνίδες Iōnídes) sind in der griechischen Mythologie die Nymphen des Flusses Kytheros.
Sie heißen Kalliphaeia, Synallaxis, Pegaia und Iasis. An der Quelle des Flusses bei Herakleia, welcher heilende Kräfte zugesprochen wurden, hatten sie ihr Heiligtum. Ihren Namen sollen sie Ion, dem Sohn des Gargettos verdanken.